# Ponte degli Scalzi

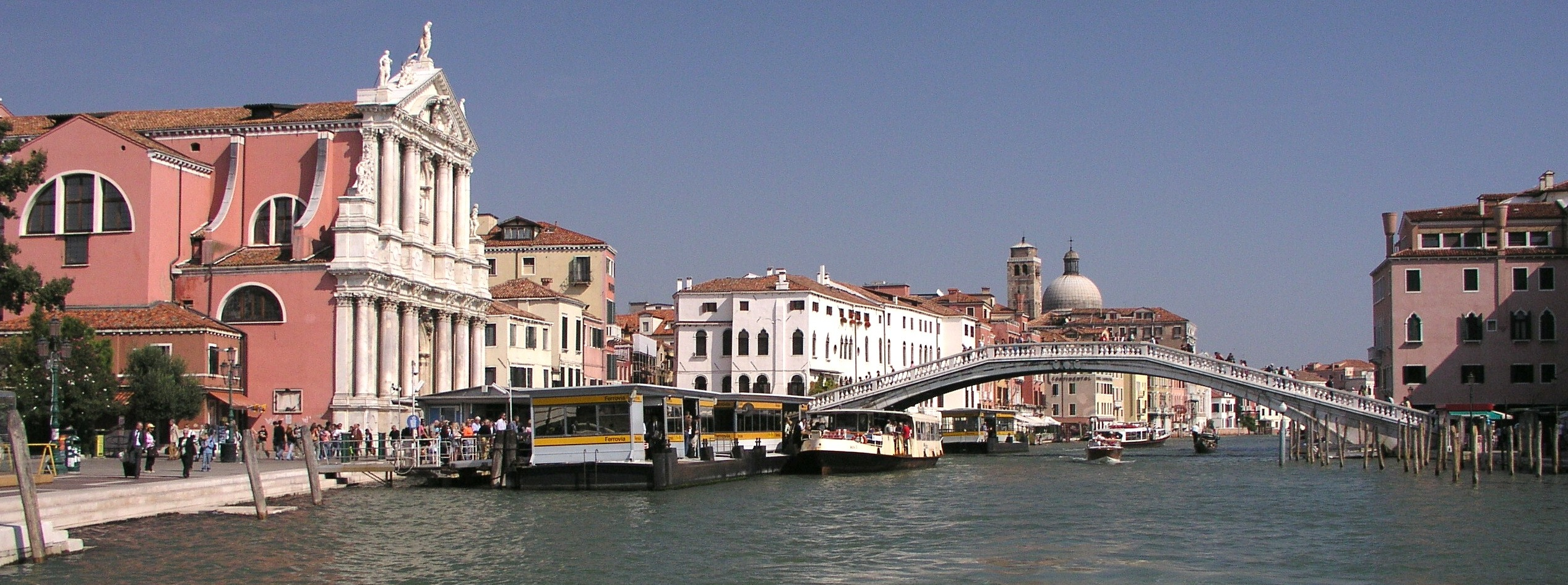
Ponte degli Scalzi (Barfüßerbrücke), Blick vom Südwesten

Der Ponte degli Scalzi ist eine in den Jahren 1932 bis 1934 errichtete Brücke in Venedig im Sestiere Cannaregio, die den Canal Grande überspannt und die Fondamenta San Simeòn Piccolo mit der Fondamenta degli Scalzi und damit das Sestiere Santa Croce mit Cannaregio verbindet. Benannt ist die Brücke nach der naheliegenden Scalzi-Kirche (Barfüßerkirche).

## Verkehrslage
Die Scalzi ist eine der am meisten begangenen Brücken Venedigs, auch ist sie eine der vier Brücken, die den Canal Grande überspannen.  In unmittelbarer Nähe befindet sich der Bahnhof S. Lucia. Die Brücke wurde wegen der Nähe des Bahnhofs und der Piazzale Roma mit dem dortigen Omnibusbahnhof und dem einzigen Parkhaus gebaut. Neben der Brücke liegt die Haltestelle Ferrovia die von Vaporetti und Motoscafi bedient wird, womit die Verkehrsanbindung in die übrigen Teile der Stadt gewährleistet wird. An der Haltestelle halten die Linien 1, 2, 3, 4.1, 4.2, 5.1, 5.2 und die Nachtlinie N der ACTV. Damit ist die Brücke eine der bedeutendsten Verkehrsachsen der Stadt.
Die Scalzi-Brücke ist Wendepunkt für die alljährlich am ersten Sonntag im September stattfindende Regata storica.

## Geschichte

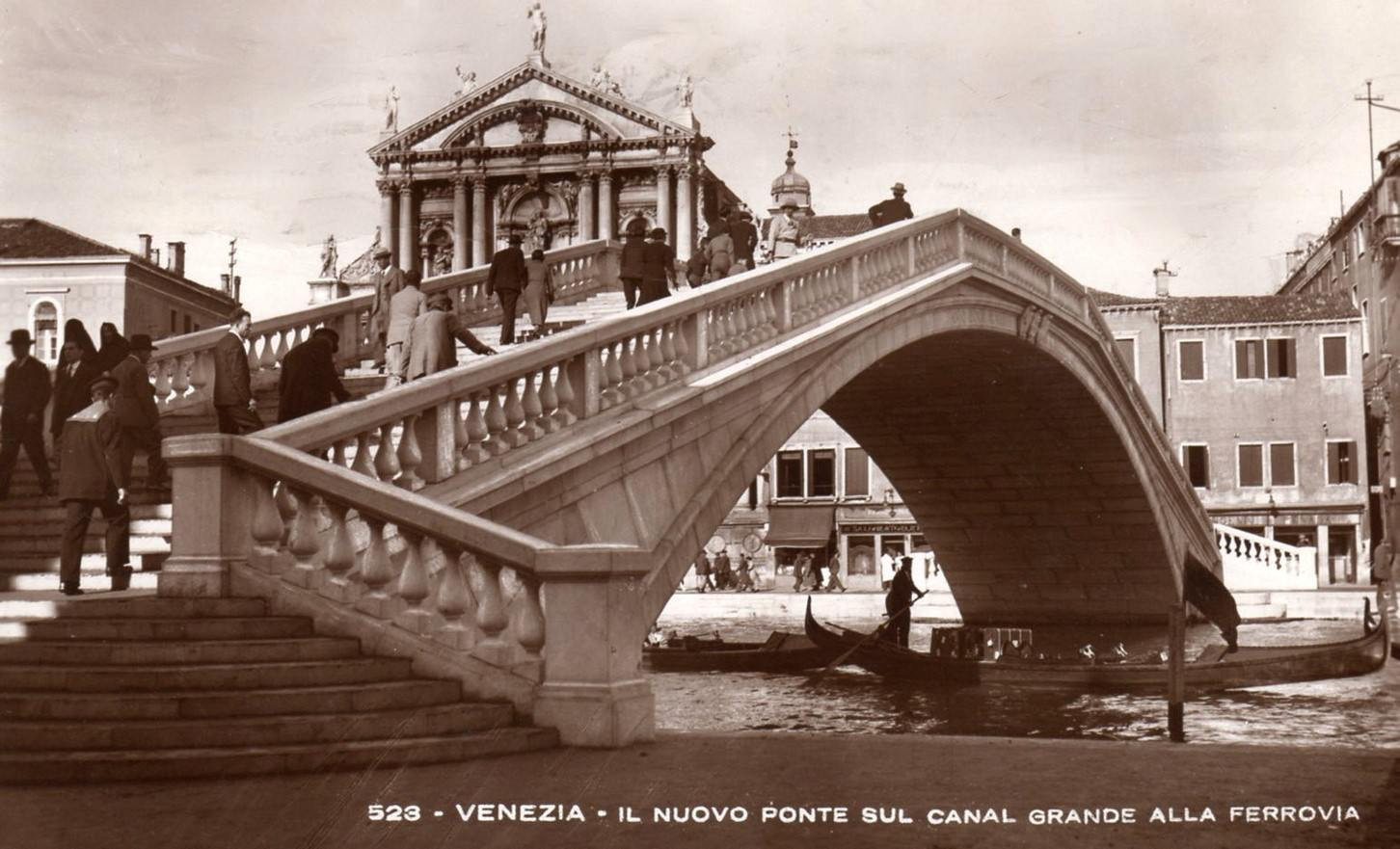
Die Brücke kurz nach der Fertigstellung

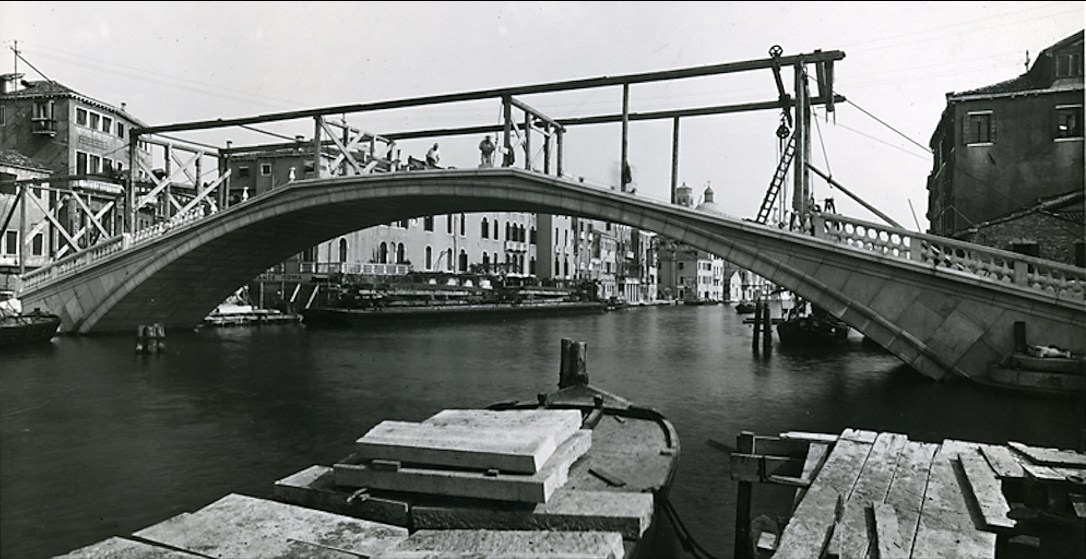
… und während des Baus

Die erste Brückenkonstruktion aus Eisen stammte aus dem Jahre 1858 und wurde von der k.u.k. Verwaltung errichtet. Schon dieser Brückenbau stand in Zusammenhang mit der österreichischen Entscheidung, die bis 1866 habsburgische Stadt an das Festland über Brücken anzubinden. 
Die alte Scalzibrücke wurde in den Jahren 1932 bis 1934 durch eine neue Brücke aus istrischem Kalkstein von Ingenieur Eugenio Miozzi ersetzt, der für die zwei weiteren Brücken, den Ponte dell’Accademia und den Ponte della Libertà, auch die Entwürfe lieferte. Die Brücke wurde, wie alle Projekte Miozzis, ohne Ausschreibung und in enger Absprache mit dem faschistischen Bürgermeister, Podestà genannt, Mario Alverà binnen 29 Monaten fertiggestellt und benötigte für ihre Fundamente 3411 Kubikmeter Beton und 223,9 Tonnen Stahlbewehrung. Die Gesamtbaukosten beliefen sich auf 2.550.000 Lire.
Die Brücke gilt, ähnlich wie die anderen Brücken Miozzis, nämlich die über den Rio nuovo und der Ponte delle Guglie, als Vertreter eines „vereinfachten venezianischen Historismus“.

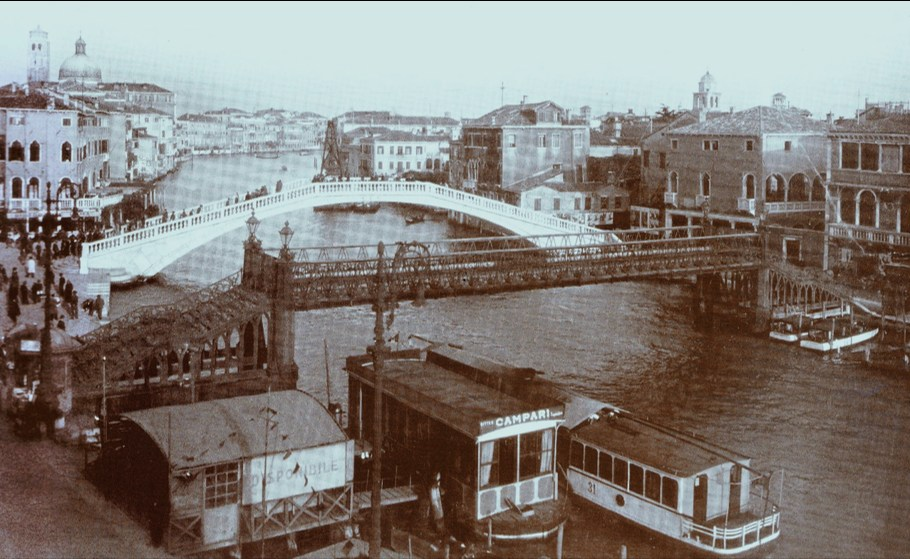
Die Brücke im Jahr 1934, daneben noch die Vorgängerbrücke von 1858

## Konstruktionsmerkmale
Der Wahl des Materials, das extrem kleinporig und zugleich sehr hart ist, liegen sowohl historische als auch ästhetische Argumente zu Grunde, zudem ist das Material enorm haltbar. Ihm traut man eine Dauerhaftigkeit von einem halben bis zu einem Jahrtausend zu, was die Brücke fast wartungsfrei macht.
Die Brücke hat eine Länge von 55 m, eine Spannweite von 40,40 m, eine Höhe von 6,75 m. Sie ist 7 m breit. Die Höhe des Bogens variiert zwischen 80 cm am Schlussstein und 1,30 m an den Pfeilern. Das Gewölbe besteht vollständig aus „Pietra d'Istria“, dem in Venedig häufig anzutreffenden weißen und kompakten Kalkstein. Von diesem wurden 531 Kubikmeter benötigt, von denen allein 324 für den Bogen verwendet wurden.

## Siehe auch

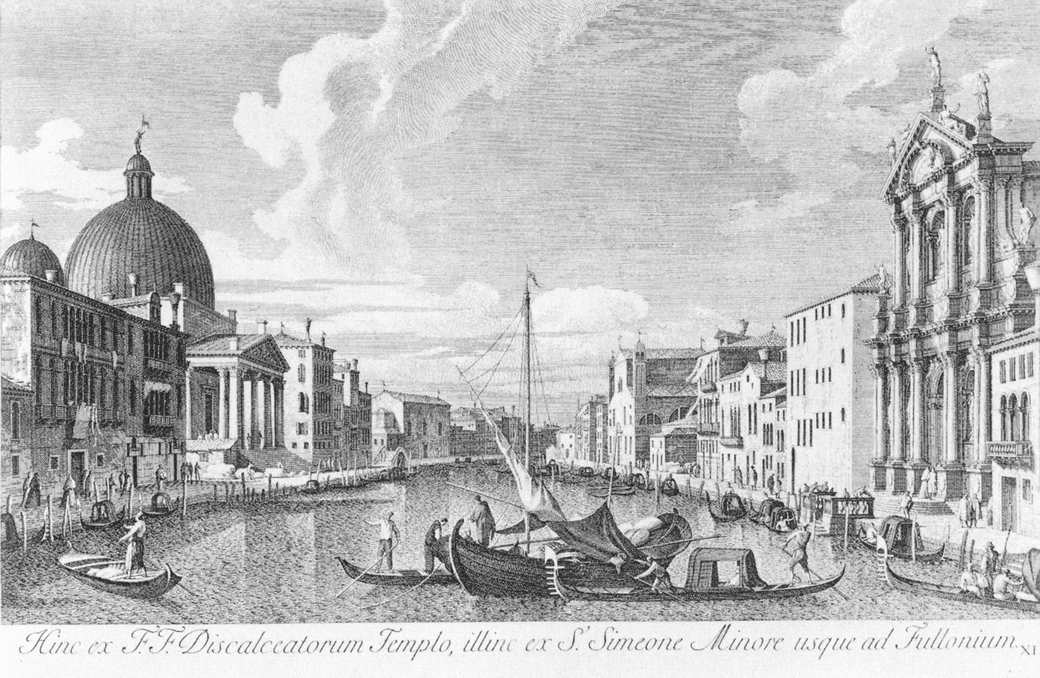
Antonio Visentini: Der Canal Grande mit San Simeone Piccolo und der Scalzi, 1742

## Belege
1. ↑  Martin Petsch: Die Architektur des Rationalismus und Faschismus im „Großvenedig“ der 1930er Jahre, disserta, Hamburg 2015, S. 33.
2. ↑  Martin Petsch: Die Architektur des Rationalismus und Faschismus im „Großvenedig“ der 1930er Jahre, disserta, Hamburg 2015, S. 38.
3. ↑  Mario de Miranda, Marko Pogacnik, Luka Skanski: Bridges in Venice - Architectural and Structural Engineering aspects, o. O., o. J., S. 6.